# 古内東子のオールナイトニッポン
古内東子のオールナイトニッポン（ふるうちとうこのオールナイトニッポン）は、ニッポン放送の深夜番組『オールナイトニッポン』の水曜2部（毎週水曜日27:00 - 29:00、木曜日未明3:00 - 5:00）で放送されていたラジオ番組である。
1995年10月11日から1997年9月まで放送されていた。

## 概要
パーソナリティはシンガーソングライターの古内東子。この番組がスタートする約一年前、当時週替わりパーソナリティとなっていたオールナイトニッポン金曜2部（オールナイトニッポン 週替わりスペシャル）の1994年10月28日放送でパーソナリティを務めたが、その中からレギュラーパーソナリティに選ばれた形となった。
恋愛の歌が好評な彼女らしく、この番組でもリスナーと電話をつなぐ『恋愛KU-LOVE（れんあいクラブ）』というコーナーが中心的存在となっていった。この他にも、電話をつなぐコーナーが多かったのが特徴的だった。
番組オリジナルジングルは、彼女自身の近況など毎週違った一口コメントによるもので製作されていた。
ちなみに彼女自身の代表曲『誰より好きなのに』は、この番組が放送されていた期間内にヒットしている。
2007年6月23日にSowelu&古内東子のオールナイトニッポンRとして放送。

## 主なコーナー

### カップリングランキングベスト3
初期の頃に盛り上がっていたコーナー。本来の趣旨は『日の当たらないシングルCDのカップリング曲にスポットを当てよう』というもので、とにかくはがきの枚数が多いものがより上位に来るというランキング方式。11位以下は曲名の紹介のみ、10位から4位までは曲の一部のみオンエア、ベスト3の曲はワンコーラスほど流していた。一人で何枚でも書いて良い、ということで、最高で一つの曲に400枚以上のはがきが届いたこともあったという。特筆すべきは、オールナイトニッポン第1部の真裏の番組だった『シンデレラドリーム ミッドナイト☆パーティー』（TBSラジオ）のリスナーだったと思わしき人からのリクエストはがきが沢山届き、松宮麻衣子の曲が連続して1位になったり、坂井美唯子、平松まゆきの曲がベスト10の常連となったこともあった。この他、自分が作ったオリジナル曲の音源をはがきと共に送ってベスト10以内に乗せたということもあった。

### ひらめきムーンライト
ひらめいたら、何かがすごかったという発明などを募集していた。

### 風邪引きにおバカさん
自分のおバカだったなと思ったことなどのエピソードを募集。内容によって『このバカモン!』と『小バカちゃん』という判定をしていた。

### ハイパーキラキラテレフォン
最初の電話コーナー。

### 耳打ち東子
秘密の話、内緒話、暴露話などをそっと耳打ちするような感じで募集していた。

### 小学生クイズ
解答者のリスナーと電話をつなぎ、小学生の教科書に載っている事柄から5問出題。1問正解するごとに消しゴム、クレヨン、下敷き、筆箱と賞品がランクアップ、5問全問正解でバッグと“5問全問正解の勲章”がもらえるというもの。間違えた場合には1問ごとにリスナー自身が考えた罰ゲームを実行してもらうようになっていた。

### 恋愛KU-LOVE
後に中心的存在となっていったコーナー。リスナーと電話をつないで恋愛に関する悩みを聞き、答えるもので、この時間にかなりの時間を費やしたこともあった。その後、FAXで他のリスナーからこれに関する意見を募集していた。当初のコーナータイトルは『心の花園』。

### チヨベリグ
こんなことを流行らせたい、ということを募集し、リスナーみんなでしまくって全国に流行らせまくろう、という趣旨のコーナー。ちょうど『チョベリグ』という言葉が流行っていたころに出来たコーナーで、このタイトルは“しまくる”と島倉千代子を掛け合わせたいわゆる駄洒落の“しまくりちよこ”とチョベリグを更に掛け合わせたもの。

### 江戸っ子四字熟語
キャッチフレーズは『四時になったら四字熟語』。午前4時過ぎのコーナーで、江戸の風情漂う、江戸をイメージさせる四字熟語は何か、というものを募集していた。

### 今週のデビュー
最近こんなことを始めました、こんなデビューをしましたということや初体験談を募集していたコーナー。はがきの紹介後には『おめでとう』という一言と拍手の効果音が流れた。
　

### ガッツーンと言っちゃいなよ
こういうことを『ガッツーン』と世の中に言いたいという話や、身の周りの変な話、『おかしいぞ』とふと思ったことなどを募集していた。紹介した後には古内自身の声による『ガッツゥーン』という効果音が流れていた。
| オールナイトニッポン 水曜2部 | オールナイトニッポン 水曜2部                              | オールナイトニッポン 水曜2部 |
| ---------------------------- | --------------------------------------------------------- | ---------------------------- |
| 前担当篠原美也子             | 古内東子のオールナイトニッポン 水曜 27:00 - 29:00古内東子 | 次担当鳥羽潤                 |